# Land- und Stadtgericht Ragnit

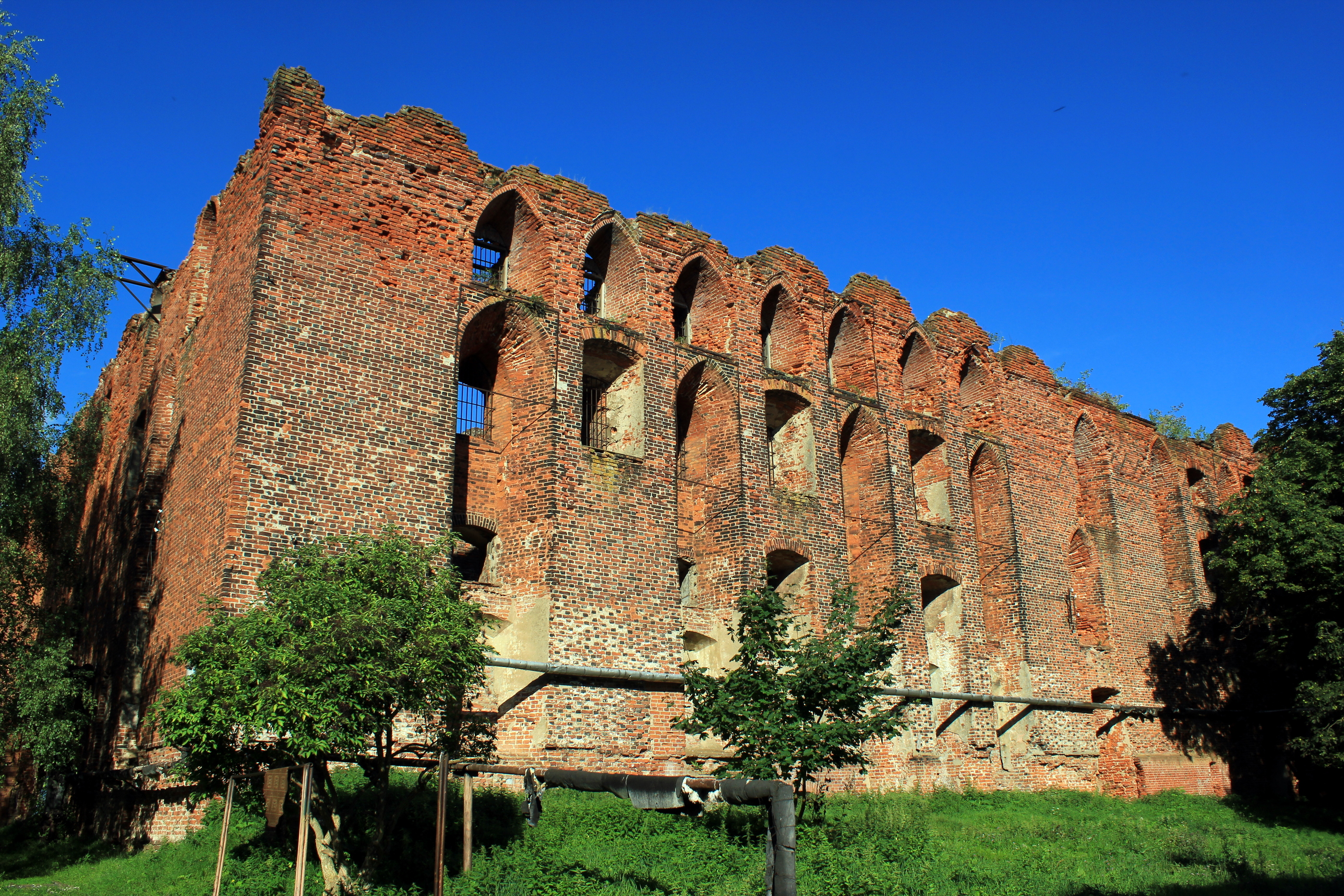
Burg Ragnit, Sitz des Gerichtes

Das Land- und Stadtgericht Ragnit war von 1838 bis 1849 ein preußisches Land- und Stadtgericht mit Sitz in Ragnit.

## Geschichte
In Ragnit bestand bis 1838 das Stadtgericht Ragnit und das Justizamt Ragnit. Mit Kabinetts-Ordre vom 22. August 1838 wurde daraus das Land- und Stadtgericht Ragnit gebildet. Es war ein Gericht 2. Klasse (später 1. Klasse) im Sprengel des Oberlandesgerichts Insterburg. 
Sein Gerichtsbezirk umfasste 1837 die Stadt Ragnit mit 2191 Gerichtseingesessenen und 8 Ortschaften mit 755 Gerichtseingesessenen (zusammen also 2946 Gerichtseingesessene). Am Gericht waren ein Land- und Stadtrichter und zwei weitere Mitarbeiter beschäftigt. Sitz des Gerichtes war das Rathaus der Stadt und spätestens ab 1838 Burg Ragnit. Nach dem Zusammenschluss umfasste der Gerichtsbezirk 36.032 Gerichtseingesessene. Am Gericht waren nun ein Direktor, sechs Richter und dreizehn weitere Mitarbeiter beschäftigt. Sitz war die Burg Ragnit.
Mit Kabinetts-Ordre vom 22. August 1838 wurde eine Gerichtskommission Wischwill des Land- und Stadtgerichts Ragnit gebildet.
Nach der Märzrevolution wurden 1849 einheitlich Kreisgerichte gebildet. In Ragnit entstand das Kreisgericht Ragnit.